# Jean Dunand
Pour les articles homonymes, voir Dunand.
Artiste pluridisciplinaire et figure majeure de l'Art déco, Jean Dunand est un décorateur, sculpteur, dinandier, ébéniste, laqueur et peintre suisse naturalisé français, né le 20 mai 1877 à Lancy (Genève, Suisse) et mort le 7 juin 1942 à Paris. « Il compte parmi les plus grands créateurs Art déco. »

## Biographie

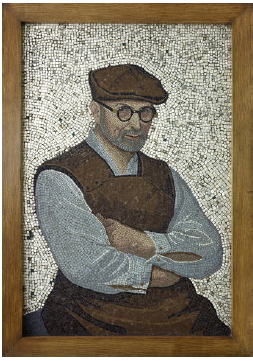
Autoportrait (1932), par Jean Dunand, mosaïque de pierre, verre et or, musée d'art et d'histoire de Genève (inv. AA 2014-0034).

Jules-John Dunand est né près de Genève en suisse, où son père est fondeur d'or dans l'industrie horlogère. Il francise son nom en Jean à partir de 1909.
En 1891, alors âgé de 14 ans, Jean suit une formation de dessin et de sculpture à l'École des arts industriels de Genève, d'où il sort diplômé en 1895. Il y obtient deux fois le premier prix de ciselure. Il s'y lie d'amitié avec François-Louis Schmied, qui deviendra un graveur sur bois, avec le sculpteur Carl Angst et avec le dinandier Claudius Linossier.

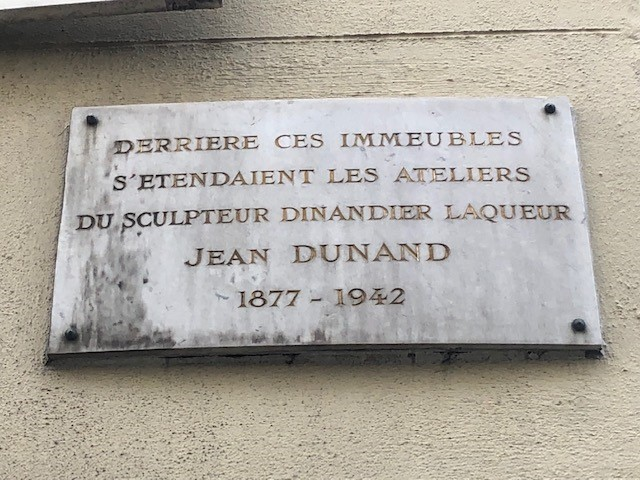
Plaque indiquant l'emplacement de l'atelier de Jean Dunand, rue Hallé, à Paris.

Grâce à une bourse de la Ville de Genève, il s’installe en 1897 définitivement à Paris. Il y exerce le métier d'ouvrier ciseleur, en tant qu'apprenti dans l’atelier de modelage, staff et décoration de son oncle. Il s’y lie d’amitié avec Paul Jouve qui deviendra l’un des sculpteurs animaliers les plus talentueux de la période Art déco.
À partir de 1898, il suit les cours du soir de l'École nationale supérieure des arts décoratifs dans l'atelier du sculpteur Jean Dampt, où il acquiert le goût du travail minutieux et une connaissance approfondie des matériaux sculptés, que ce soit le bois, la pierre, l’ivoire, le fer forgé et les métaux précieux.
L'année suivante, il installe son atelier rue Hallé, dans le quartier d'Alésia du 14e arrondissement de Paris, dans lequel il travaille jusqu’à sa mort.
En 1906, il épouse Marguerite Moutardier, avec qui il a six enfants, dont Bernard (1908-1998) et Pierre (1914-1996), qui deviendront également de grands artistes-laqueurs.
Lors de la déclaration de la guerre en 1914, il s’engage à la Croix-Rouge française, comme conducteur d'ambulance. Il est nommé chevalier de la Légion d'honneur en 1919, et promu officier en 1926.
Il obtient la nationalité française en 1922.
Le 20 juin 1940, la veille de l’Armistice, Jean-Louis, son troisième fils, est tué à 22 ans. Le square de l'Aspirant-Dunand lui est dédié dans le 14e arrondissement.
Jean Dunand meurt le 7 juin 1942.

## Parcours artistique
Tout au long de sa carrière artistique, Jean Dunand s'est intéressé aux différents courants artistiques de son temps et a excellé dans de nombreuses techniques différentes : sculpture, peinture, orfèvrerie, dinanderie, laque, mosaïque, décoration...
Sur une période de presque cinquante ans, Jean Dunand a conçu et réalisé plus de 1 200 œuvres.

### Sculpteur

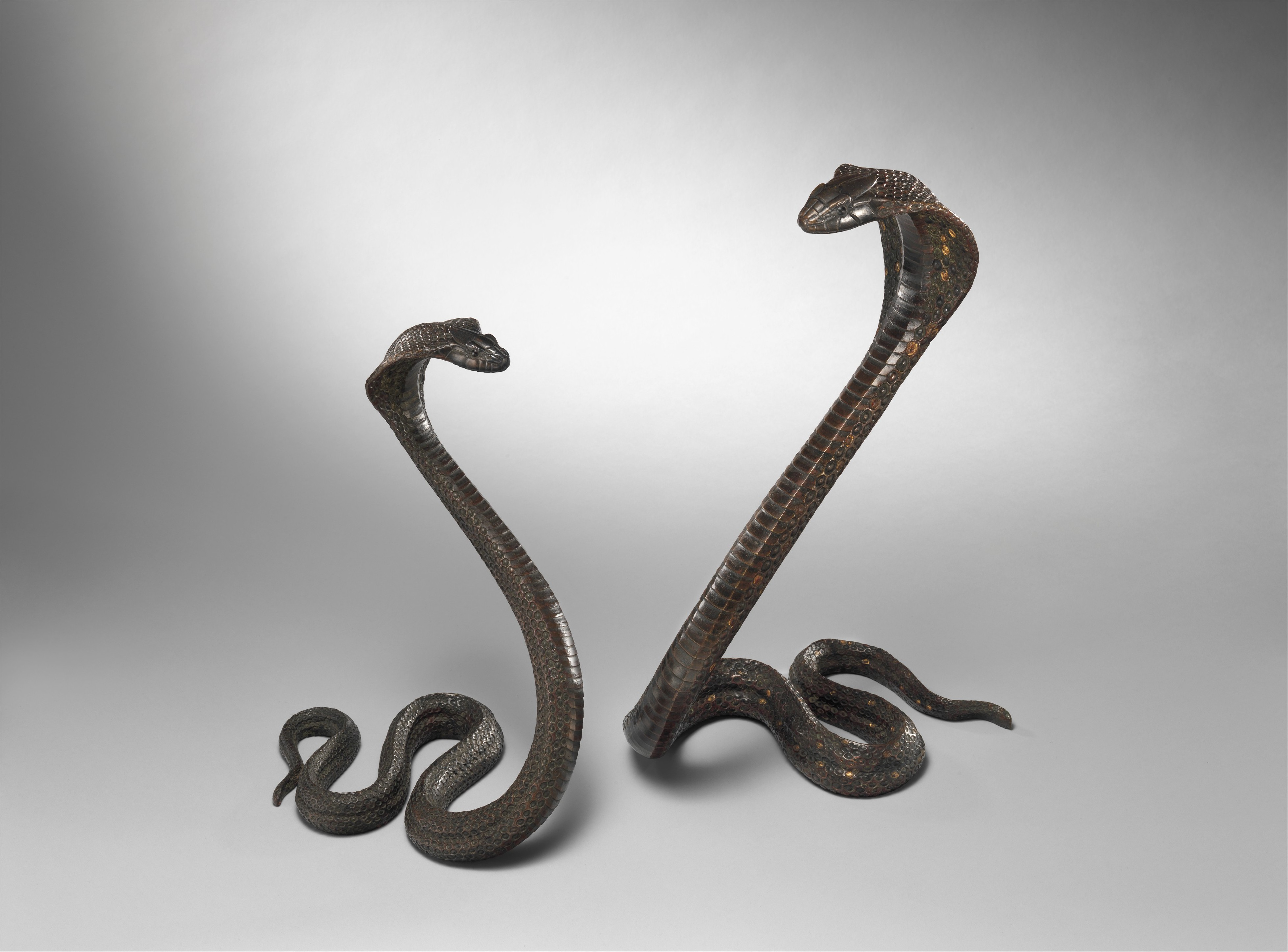
Cobras, bronzes, 1919, Metropolitan Museum of Art, New York.

Après sa formation à Genève et à Paris, Jean Dunand réalise de nombreuses sculptures en bronze.
Il prend part à l’exécution du pont Alexandre-III en 1898, où il sculpte le métal repoussé par martelage.
À l'Exposition universelle de 1900, il obtient une médaille d'or pour sa sculpture Quo vadis. En 1903, il participe pour la première fois au Salon des arts décoratifs, avec un plateau à pain en bois sculpté.
Il présente une statue en pierre, L'Éveil, au salon de la Société des artistes décorateurs.

### Décorateur
En 1903, débute son activité de décoration d’hôtels particuliers (sculpture de lambris et de meubles), ce qui lui ouvre de nouvelles perspectives dans le domaine des arts décoratifs.
En 1909, il devient membre de la Société des Artistes décorateurs et participe ensuite à tous ses salons annuels.

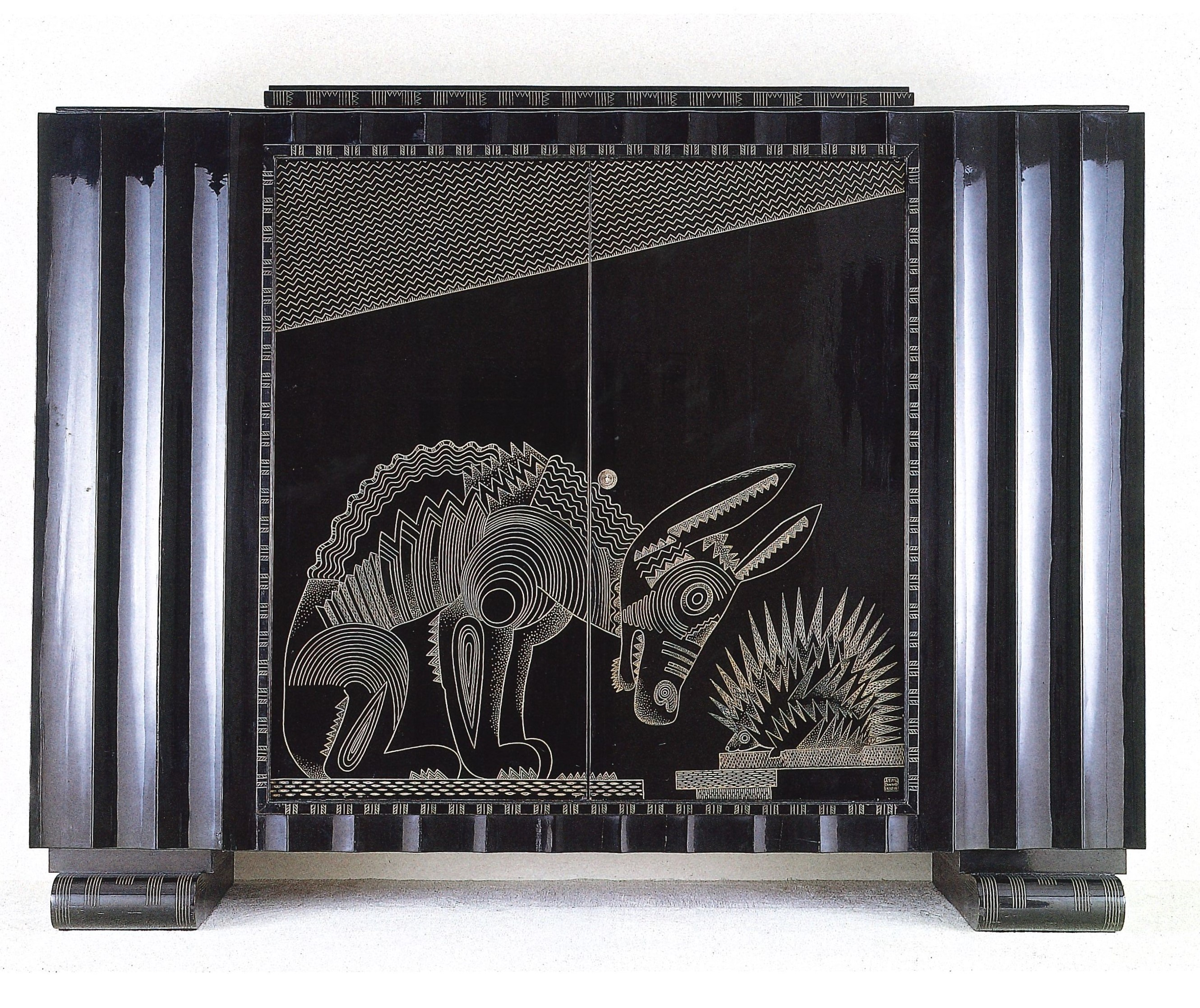
Bahut de Jaques-Émile Ruhlmann laqué noir et gravure d'argent pour Expo Arts déco 1925.

En 1924, Jean Dunand débute ses collaborations avec les maisons de couture (Paul Poiret, Madeleine Vionnet, Elsa Schiaparelli, Jeanne Lanvin et Jean-Philippe Worth), pour lesquelles il réalise des bijoux et accessoires exécutés en métal frappé à incrustations de métal argenté ou de coquille d'œuf, ou laqués, aux motifs géométriques.
À l'exposition des Arts décoratifs de 1925 (qui donna son nom au style Art déco), quatre vases monumentaux de Jean Dunand décorent la cour du pavillon des Métiers d'art. Il réalise également l'habillage en laque de meubles de Jacques-Émile Ruhlmann, dans son Hôtel du collectionneur, véritable manifeste de l’architecture Art déco. Il décore le fumoir japonisant en laque noir et rouge du Pavillon d’une ambassade française et réalise les vases pour la modiste Madame Agnès dans le Pavillon de l'élégance.
En 1926, il expose à l'Union centrale des Arts décoratifs, rue de Rivoli, et au Salon des Tuileries.
Lors de son exposition annuelle à la galerie Petit, il présente en 1932 pour la première fois son travail de mosaïste. Il crée également des émaux champlevés et cloisonnés, de la ciselure et de l'incrustation.

### Dinandier
À partir de 1905 débute une nouvelle période artistique, où Jean Dunand se consacre à la technique de la  dinanderie (travail du métal), forme noble du métier de chaudronnier, artisanat d’une grande complexité technique, nécessitant un engagement physique (travail harassant), mais requérant une sensibilité artistique, source de créativité.

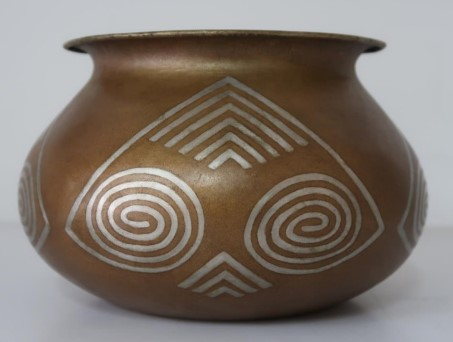
Vase en laiton et argent, 1925 - Collection du palais de la Porte-Dorée, n° inv. PPD.2023.1.1.

Il apprend à travailler les volumes à partir d’une simple feuille de métal, montée à la seule force du marteau, et produit alors de nombreuses pièces (vases, cache-pots ou jardinières) en cuivre ou laiton martelé, parfois de grand format, dans le style Art nouveau, aux formes végétales ou animales, qui rencontrent beaucoup de succès.
Au gré de sa maîtrise technique, ses réalisations se sont sophistiquées, certaines étant incrustées d’or, d’argent ou de nacre.
En 1905, il expose pour la première fois des vases en dinanderie au salon de la Société nationale des beaux-arts.
Il figure à l'Exposition internationale de Milan de 1906 en tant qu'artiste suisse, dans la section des arts décoratifs, et obtient une médaille d'or pour ses dinanderies. Ses œuvres figurent dans de nombreuses expositions d’artistes à Paris et à Genève et sont achetées par les musées (musée des Arts décoratifs de Paris, musée de Genève, musée du Luxembourg à Paris, etc.),
En 1909, Ernest Biéler fait son portrait en le représentant avec ses outils de dinandier et de ciseleur.
En 1910, il participe au Salon d’automne et commence à se faire un nom, synonyme d’élégance et de raffinement, et devient un créateur reconnu des arts décoratifs, principalement en réalisant des vases en métal martelé et sculpté, parfois de grand format.
Au salon des artistes décorateurs de 1913, il présente un Vase aux serpents de près de 1,30 m ainsi qu'une pendule Caducée en bronze.

### Laqueur

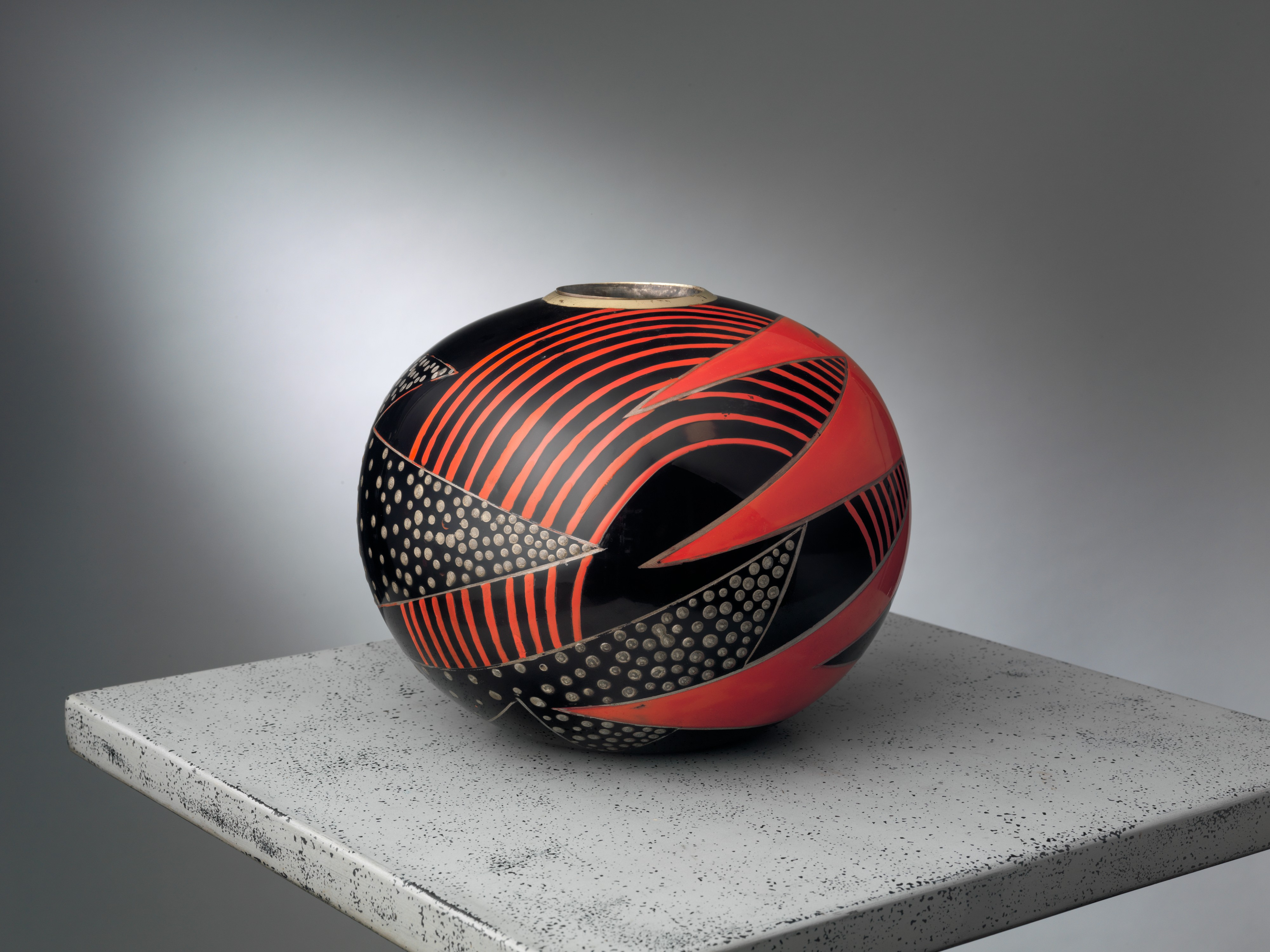
Vase laqué par Jean Dunand, 1925.

En 1912, Jean Dunand est initié à la technique de la laque par un maître-laqueur japonais Seizo Sugawara (1884-1937), installé à Paris depuis 1906, qui a également enseigné cet art à l’architecte irlandaise Eileen Gray,,.
Jean Dunand fait alors de la laque son matériau de prédilection, qu’il utilise sur métal ou sur bois pour ses propres œuvres (panneaux ou paravents), mais aussi pour des meubles d’autres décorateurs tels que Eugène Printz et Jacques-Émile Ruhlmann.

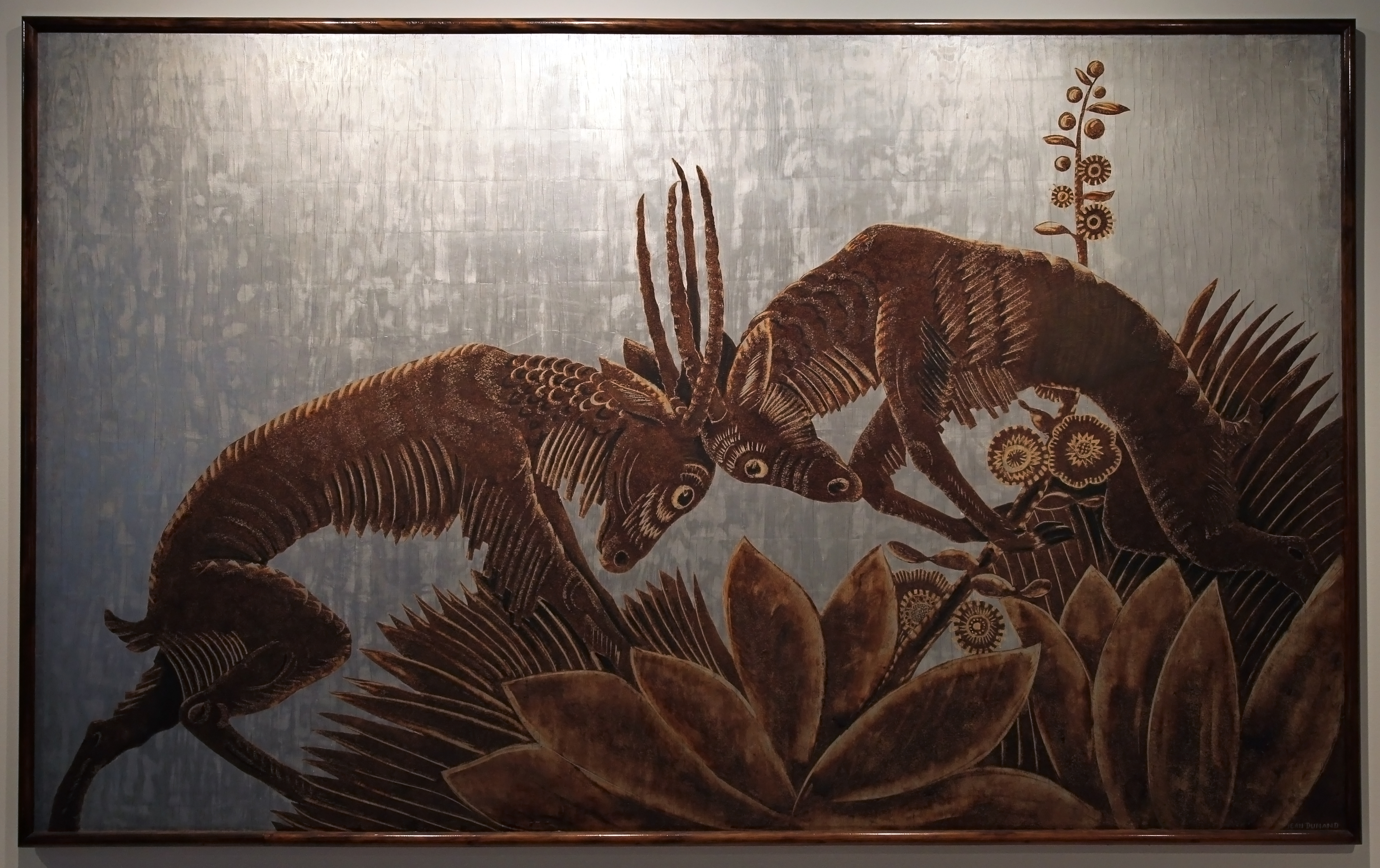
Laque Béliers affrontés par Jean Dunand, 1930 : laque arrachée et feuilles métalliques sur contreplaqué (inv. 75.3889.5.).

En 1921 se constitue un groupe formé de Jean Dunand, Jean Goulden, Paul Jouve et François-Louis Schmied, qui offre sa première exposition à la Galerie Georges Petit, épicentre du style Art déco. Jean Dunand y expose, à l'étonnement général, non seulement des vases en dinanderie mais pour la première fois des panneaux, des paravents et des meubles en laque. De nombreux motifs décoratifs ont été proposés par Jean Lambert-Rucki, quelques autres par Gustave Miklos.
Il étend le domaine d’expression artistique de la laque sur une multitude de supports : vases, plateaux, boîtes, bijoux, paravents, tables basses, tables gigognes, panneaux décoratifs, bas-relief, etc.
Dans l’effervescence artistique de l’entre-deux-guerres, ses œuvres en laque aux décors géométriques stylisés atteignent un degré de raffinement et d’originalité qui en font un artiste Art déco recherché par une riche clientèle.

L’art du laque perd ainsi son image de style classique pour devenir l’un des marqueurs de l’esthétique Art déco et entrer ainsi dans la modernité du XXe siècle…
Au cours de sa longue carrière artistique, Jean Dunand a adopté plusieurs styles décoratifs : « Les décors, d’une infinie variété, sont tantôt géométriques, cubistes, mais pleins d’originalité et d’invention, tantôt naturalistes. Il en dessine lui-même en grand nombre. D’autres lui sont fournis par des peintres amis tels que Jean Lambert-Rucki, Paul Jouve, Henry de Waroquier et Jean Goulden. »
Jean Dunand était également un grand dessinateur, comme le montrent par exemple les nombreux portraits qu'il a réalisés pour des personnalités de l'époque, en utilisant des techniques variées (laque bien sûr, mais aussi crayon, fusain, gouache, mosaïque).

### Décoration des paquebots transatlantiques
Au cours des années 1930, le style Art déco se répand dans le monde avec la décoration des grands paquebots de luxe qui relient l’Europe et les États-Unis, à laquelle ont participé tous les grands noms de l’Art déco : Jacques-Émile Ruhlmann, Raymond Subes, Alfred Janniot, Jules Leleu, Paul Jouve, Paul Iribe et Jean Dunand.
En 1927, Jean Dunand réalise de grands panneaux de laque pour la décoration du paquebot Île-de-France.
Pour le paquebot L’Atlantique, mis en service en 1931, il réalise des panneaux de laque de grande dimension, qui seront détruits lors de l’incendie qui ravagent le bateau en 1933 au large de Guernesey. Remorqué au port de Cherbourg, le navire est démoli en 1936.
En 1931 débute le chantier du plus grand et plus rapide paquebot du monde, Le Normandie, mis à la mer en 1935. Pour ce paquebot, Dunand réalise un ensemble spectaculaire, couvrant plus de 1 200 m², de cinq panneaux de grande taille (6 mètres de haut sur 5,80 mètres de large), sculptés en bas-relief, couverts de laque d’or et de couleurs, sur le thème Jeux et Joies de l'homme. La Pêche, Les Sports, La Conquête du cheval, Les Vendanges et La Danse, qui ornent le fumoir et une partie du salon des premières classes. L'ensemble est constitué de 1 035 éléments juxtaposés dont les détails sont sculptés à la gouge et à la râpe par l'artiste puis laqués à l'or. Le paquebot ayant été désarmé pendant la Seconde Guerre mondiale, on déposa les panneaux, qui furent ensuite remontés sur les paquebots Liberté et l'Île-de-France,.

## Œuvres

### Les laques du palais de la Porte-Dorée
En 1931, Albert Laprade, l'architecte du palais de la Porte-Dorée, qui abritait alors le musée permanent des Colonies, commande à Jean Dunand dix laques pour décorer la bibliothèque du musée, située à l'étage,.

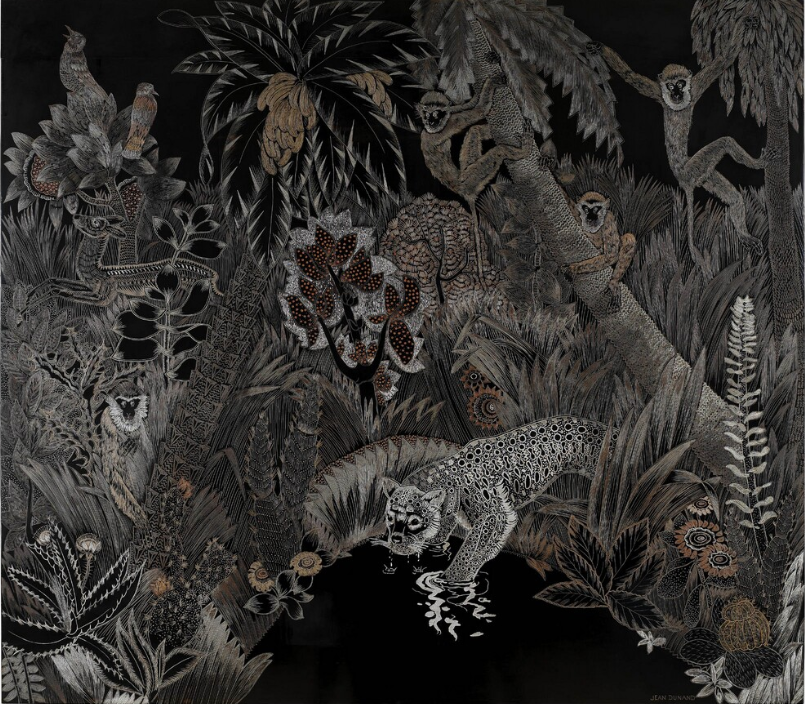
Panneau La Forêt de Jean Dunand, au palais de la Porte-Dorée.

Avec cette commande officielle, Jean Dunand remporte le grand Prix de l'Exposition coloniale internationale.
Pour leur réalisation, il utilise différentes techniques de laque :
- La Forêt ou la Jungle (2,95 x 3,35 m), en laque de coromandel noire « défoncée », gravée et rehaussée de laques de couleur en creux,
- Les éléphants (3,42 x 3,64 m), en laque arrachée sur fond aluminium appliqué sur bois,
- Tigre à l’affût (1,467 x 2,40 m) et Béliers affrontés ou Antilopes affrontées (1,485 x 2,41 m), en laque arrachée brune mate sur fond aluminium,
- Les peuples d’Afrique (Maroc), Les peuples d’Afrique (Cameroun) et Les peuples d’Asie (Indochine), les trois en 3,40 x 1,78 m, en laque arrachée sur fond en aluminium avec incrustation de métal doré,
- Les peuples d’Afrique (Sénégal) (3,40 x 1,78 m), en laque arrachée sur fond aluminium, incrustations d’ivoire, de laiton et de métal,
- deux panneaux Les Sénégalaises (3,09 x 1,29 m chacun) en laque noire défoncée, application de rouge et de blanc et or au pinceau, incrustations d’ivoire, pour l’un et application de rouge et bronze pour l’autre.

Ces panneaux de laque sont exposés au palais de la Porte-Dorée.

### Vases et autres objets en métal

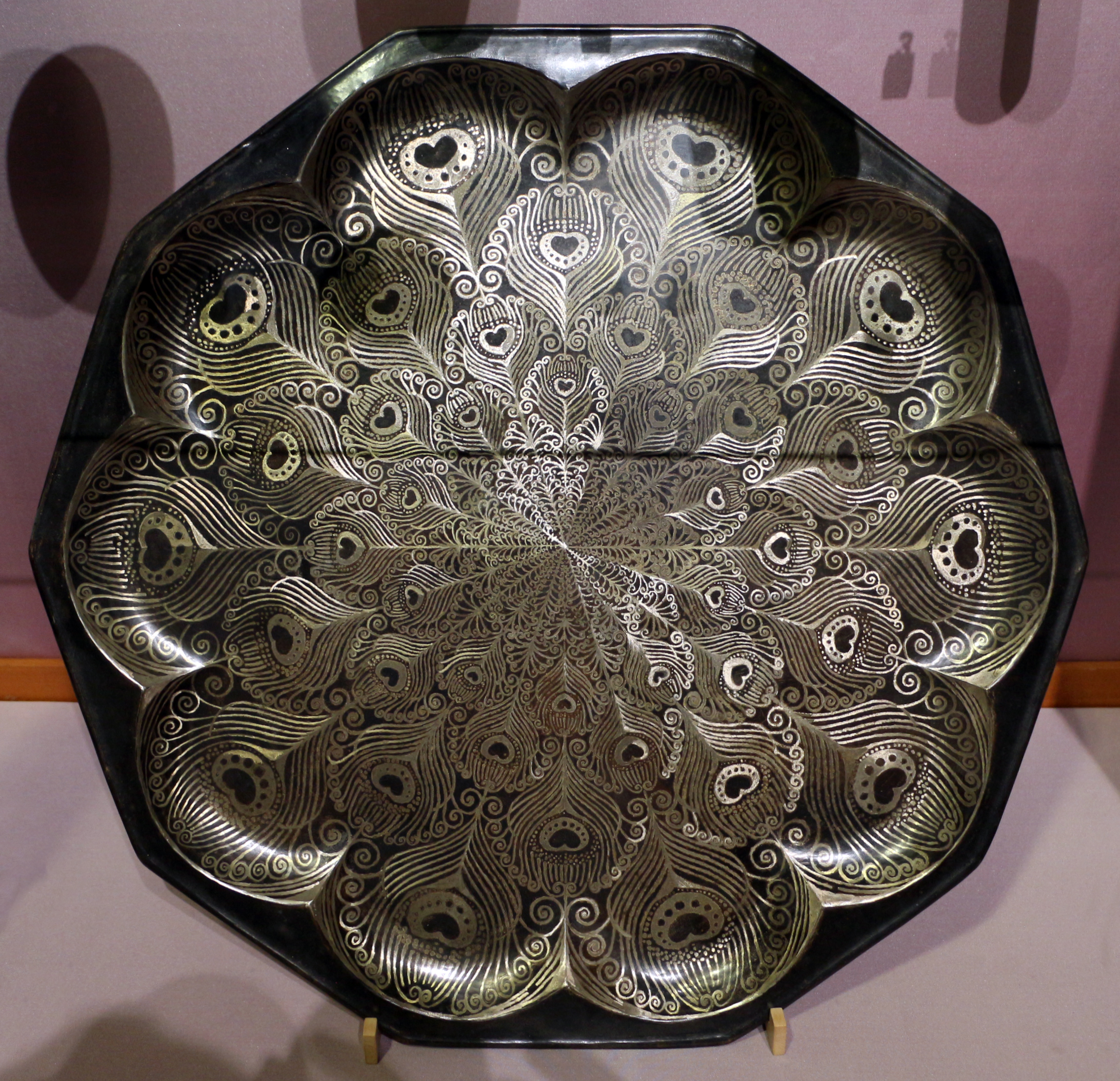
Plat (1914), nickel oxydé, argenté et repoussé, Paris, musée d'Orsay.
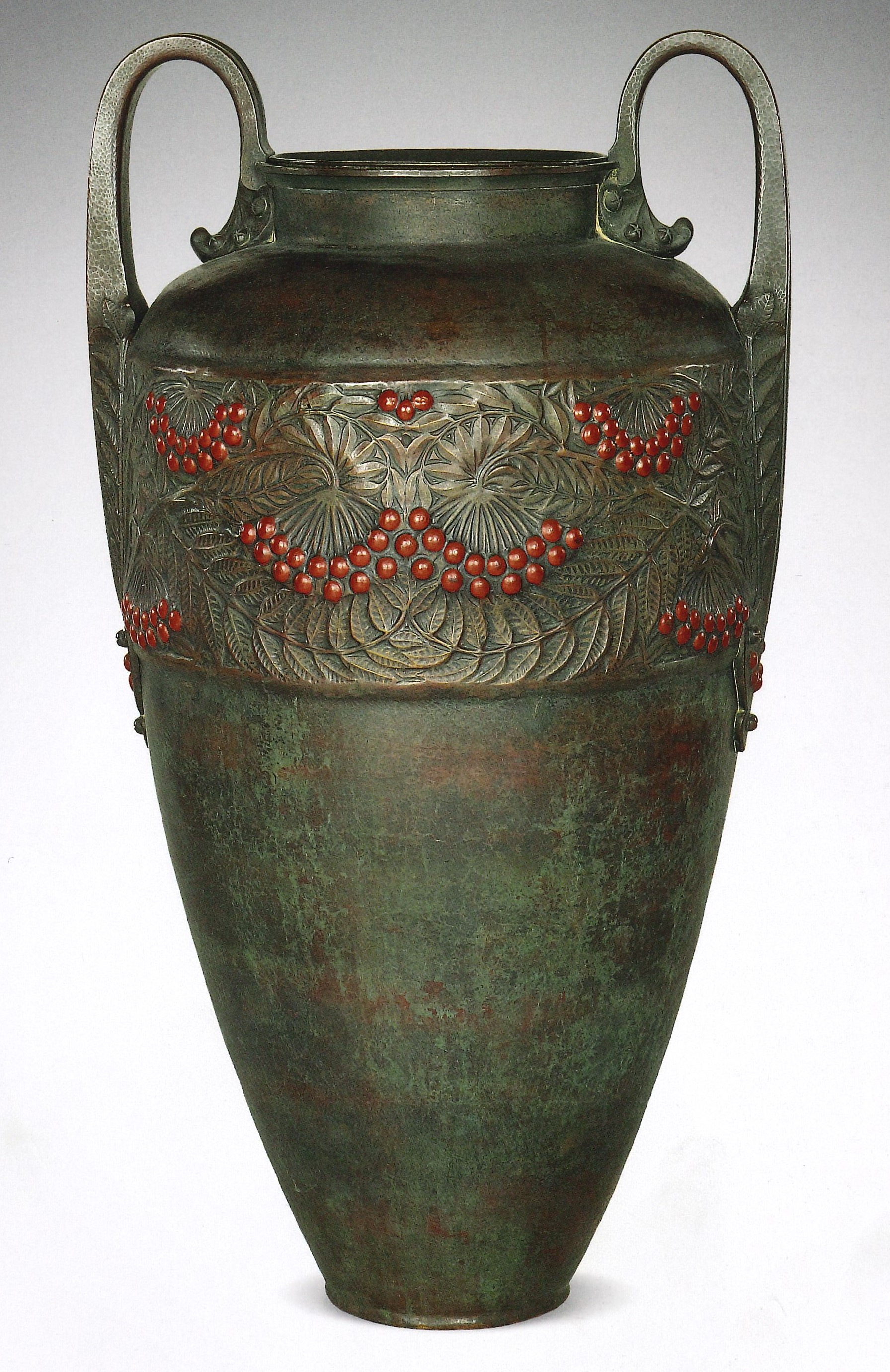
Vase au sorbier, Jean Dunand, 1911, Musée d'art et d'histoire de Genève.
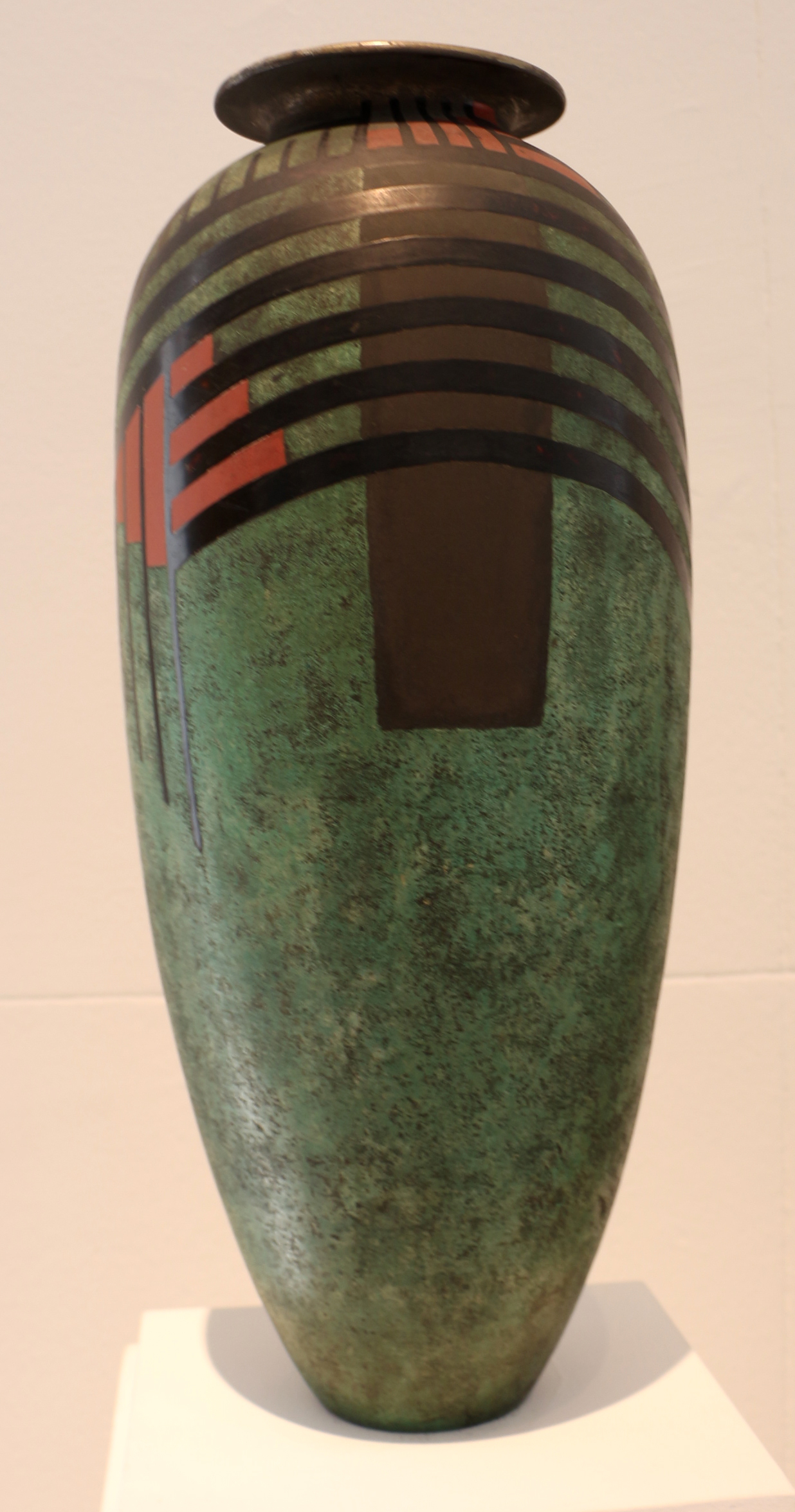
Vase ovoïde (1935), musée d'Art moderne de Paris.
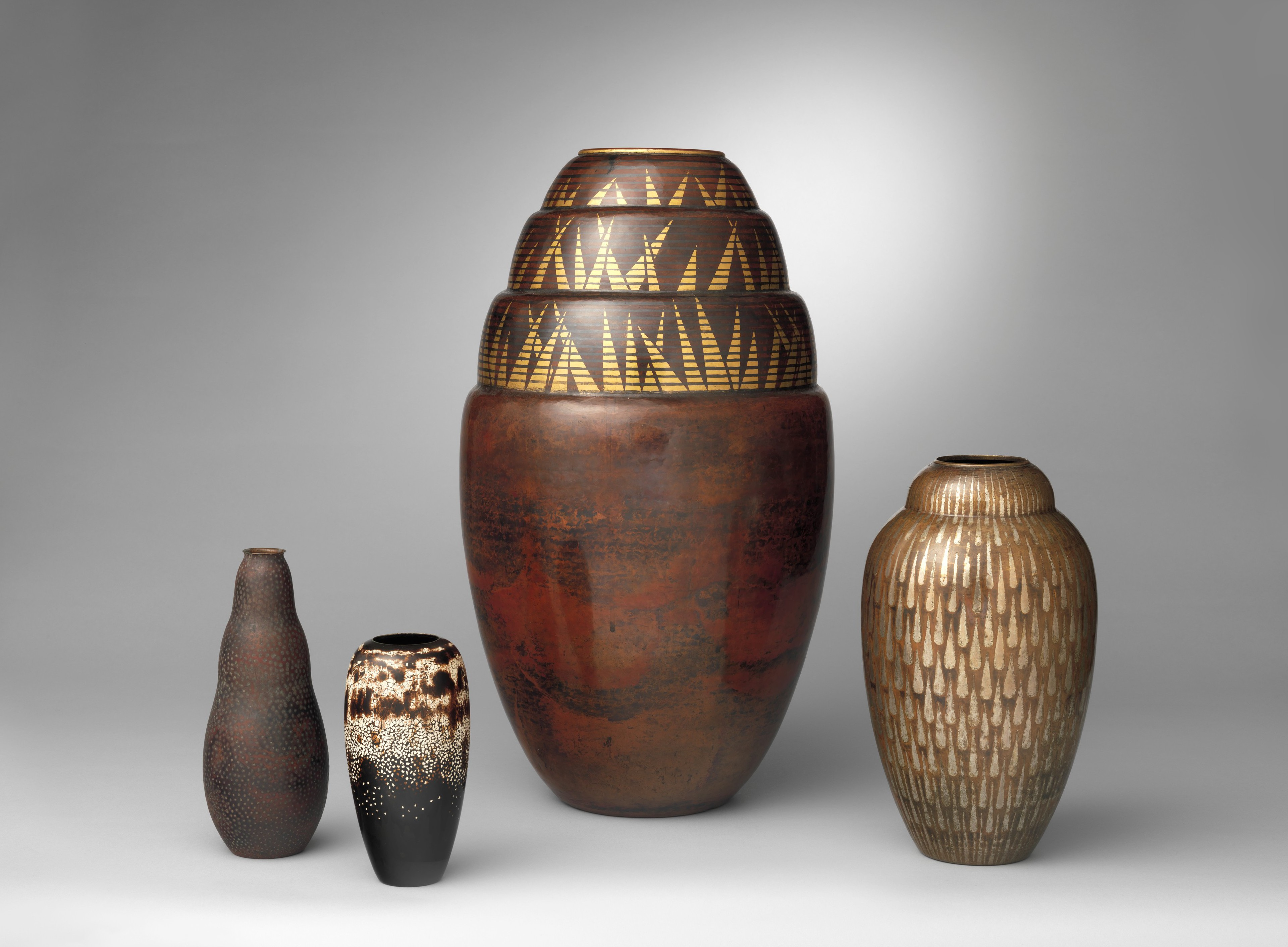
Vases vers 1920, New York, Metropolitan Museum of Art.

### Paravents et mobilier

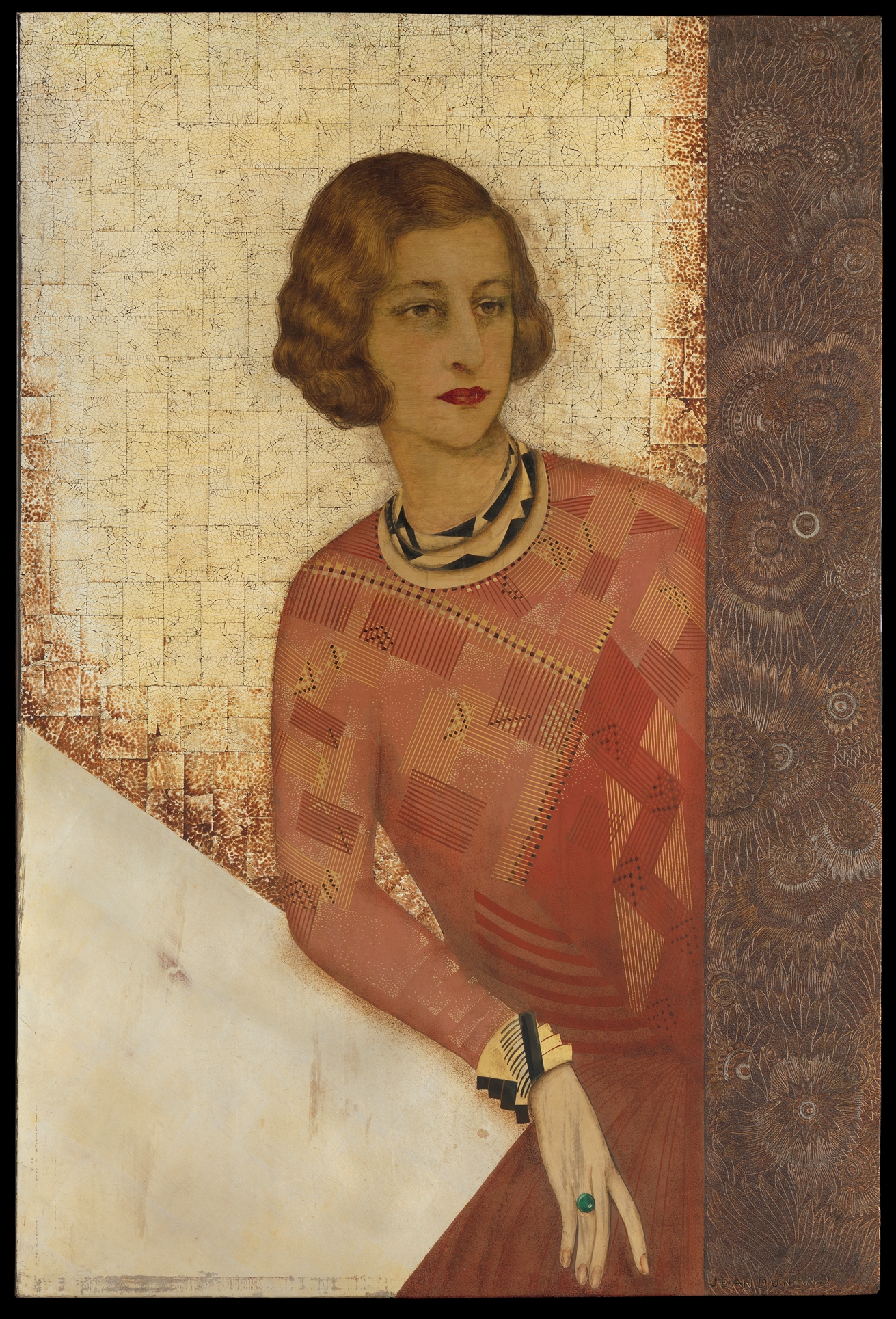
Juliette de Saint-Cyr (vers 1925), New York, Metropolitan Museum of Art.
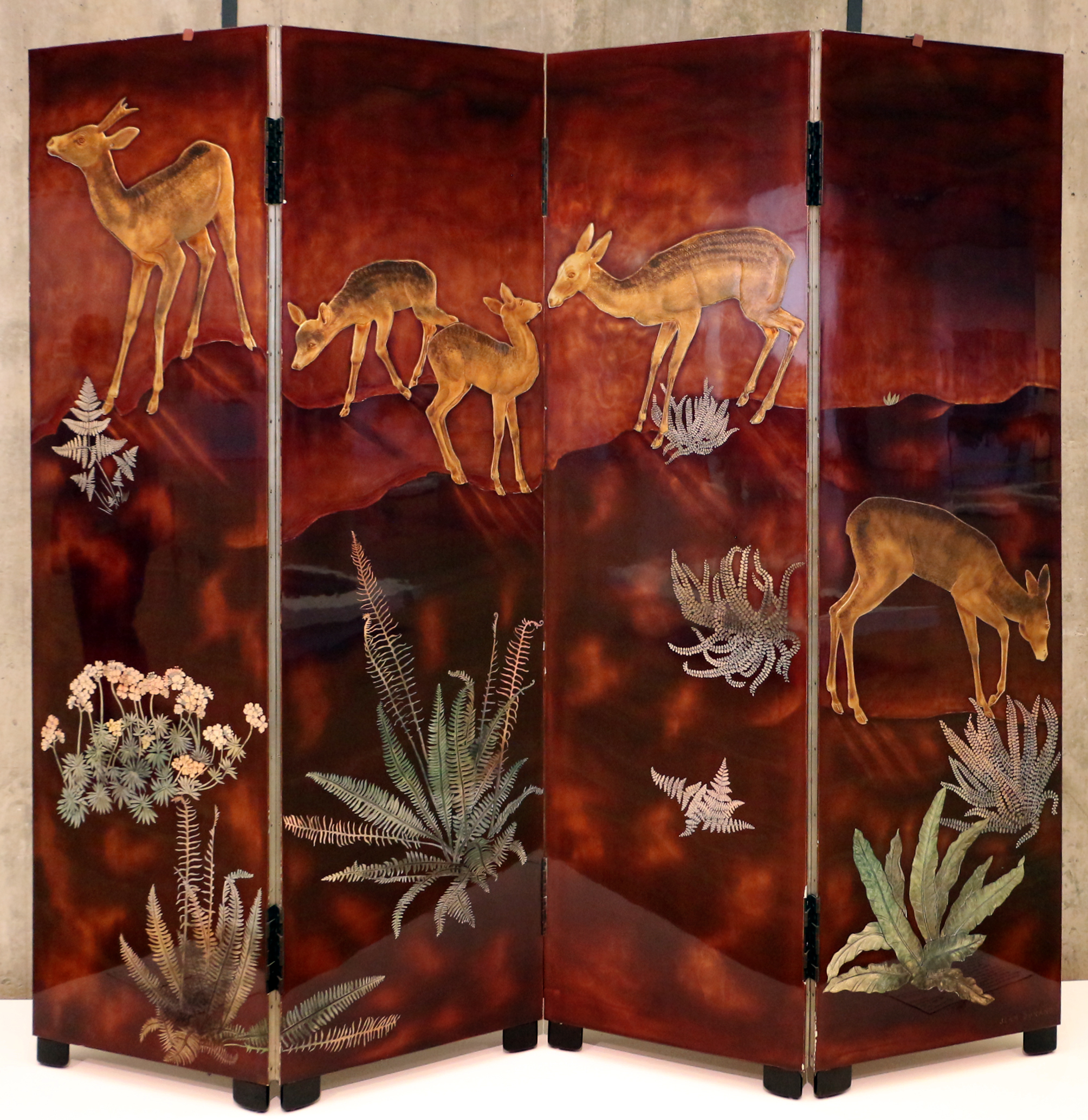
Paravent (vers 1925-1935), Lisbonne, musée Calouste-Gulbenkian.
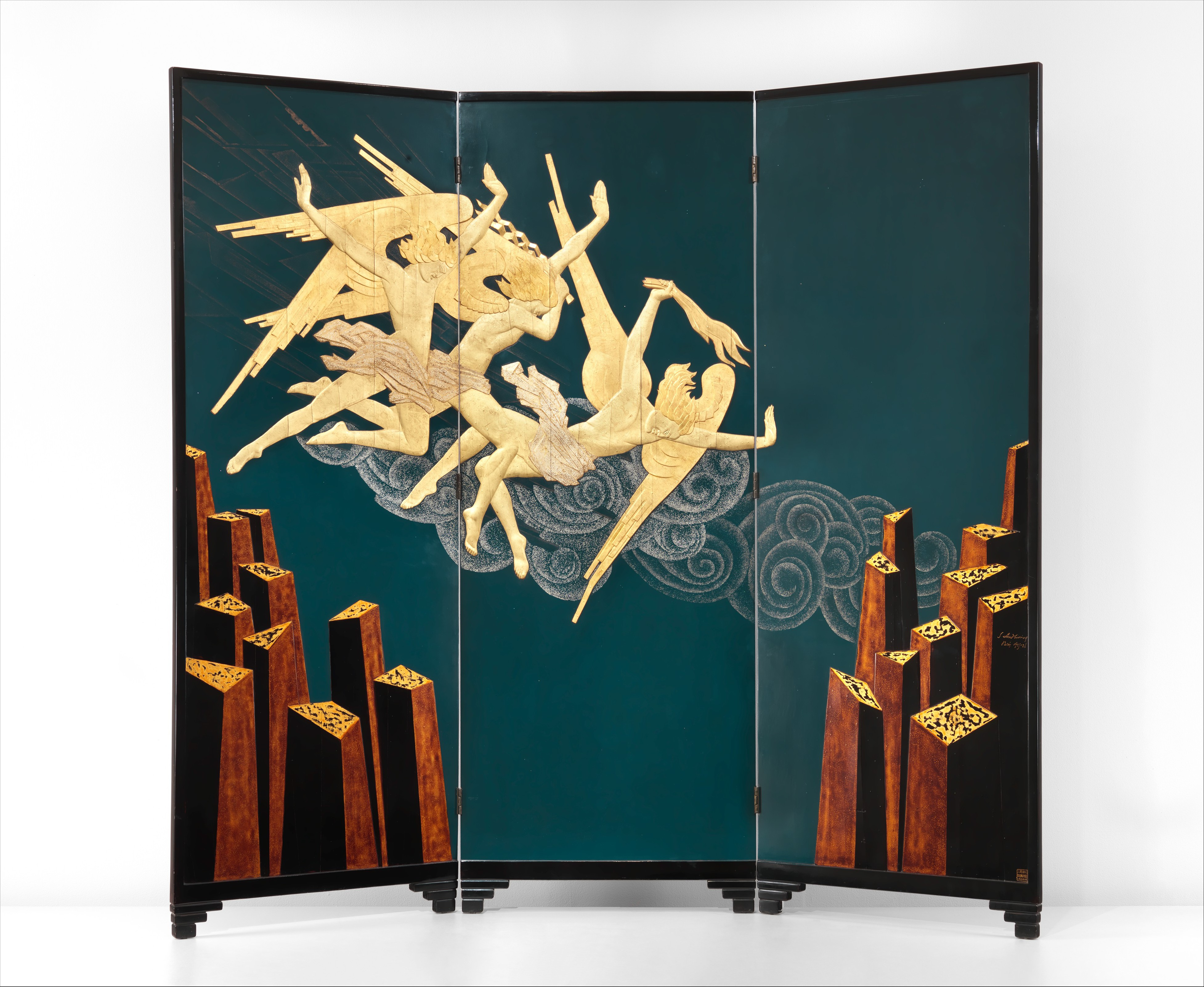
Paravent Fortissimo, 1925, New York, Metropolitan Museum of Art.
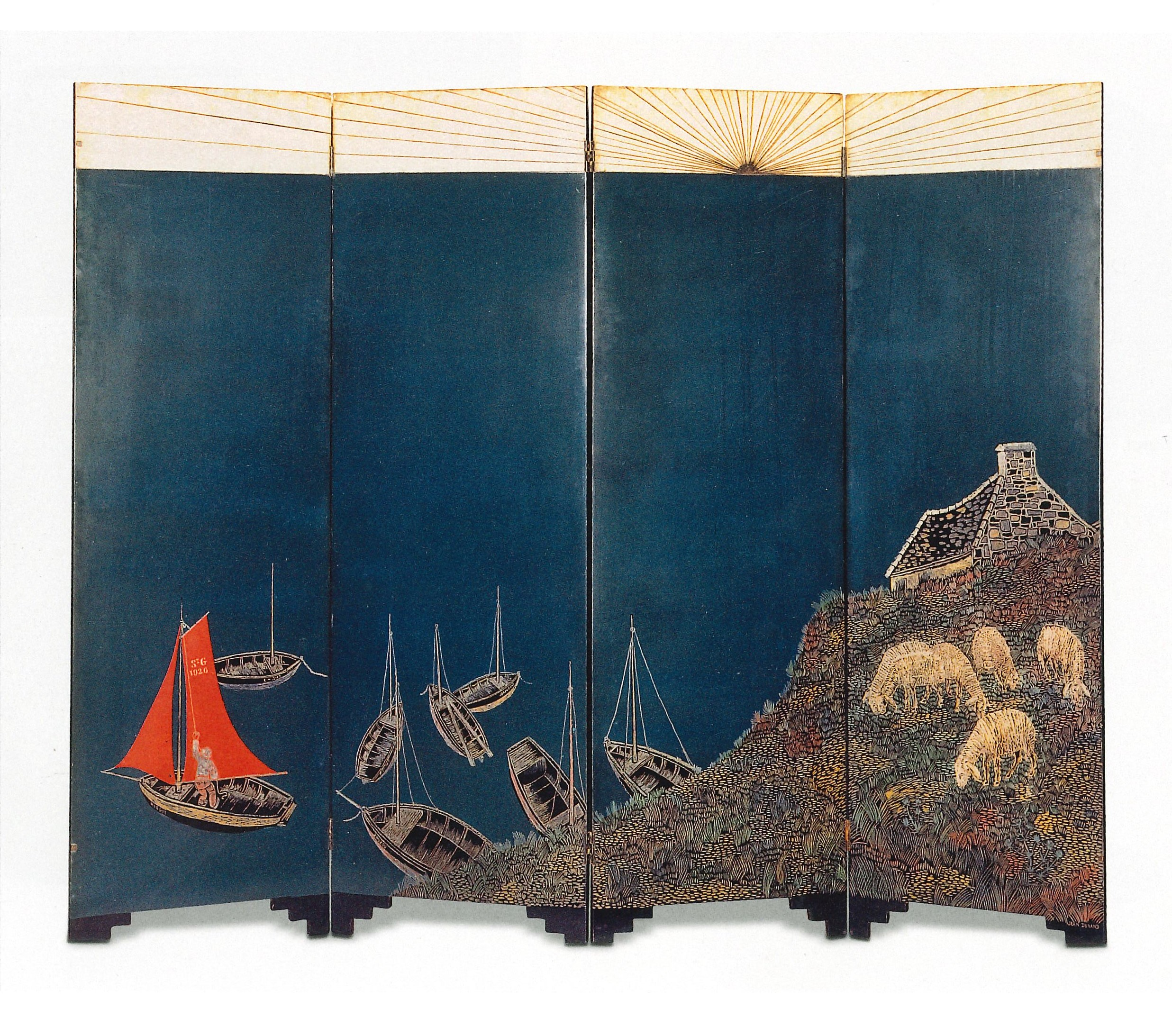
Paravent Bretagne en laque bleue, Jean Dunand, 1926.
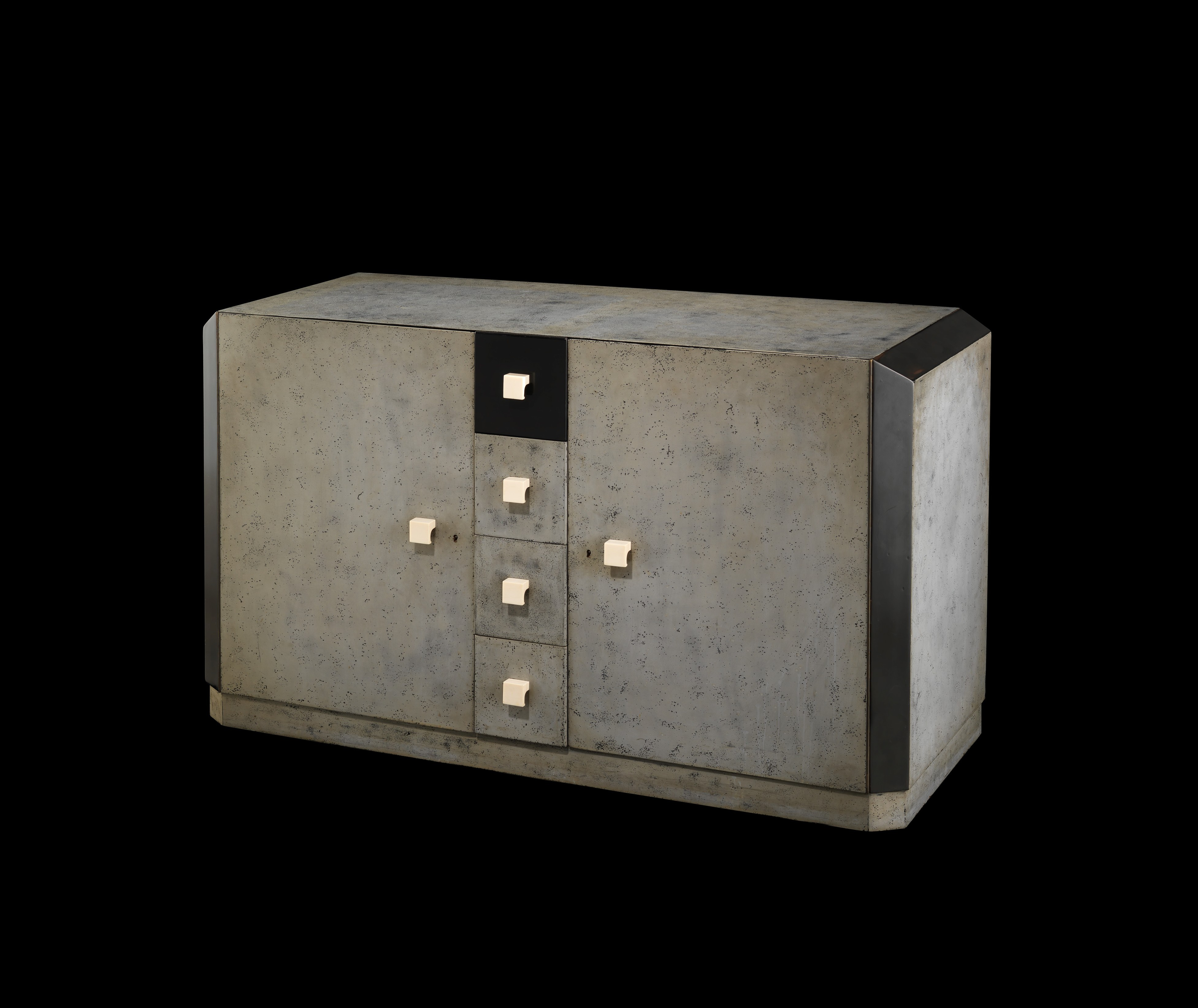
Commode (vers 1927-1928), New York, Metropolitan Museum of Art.
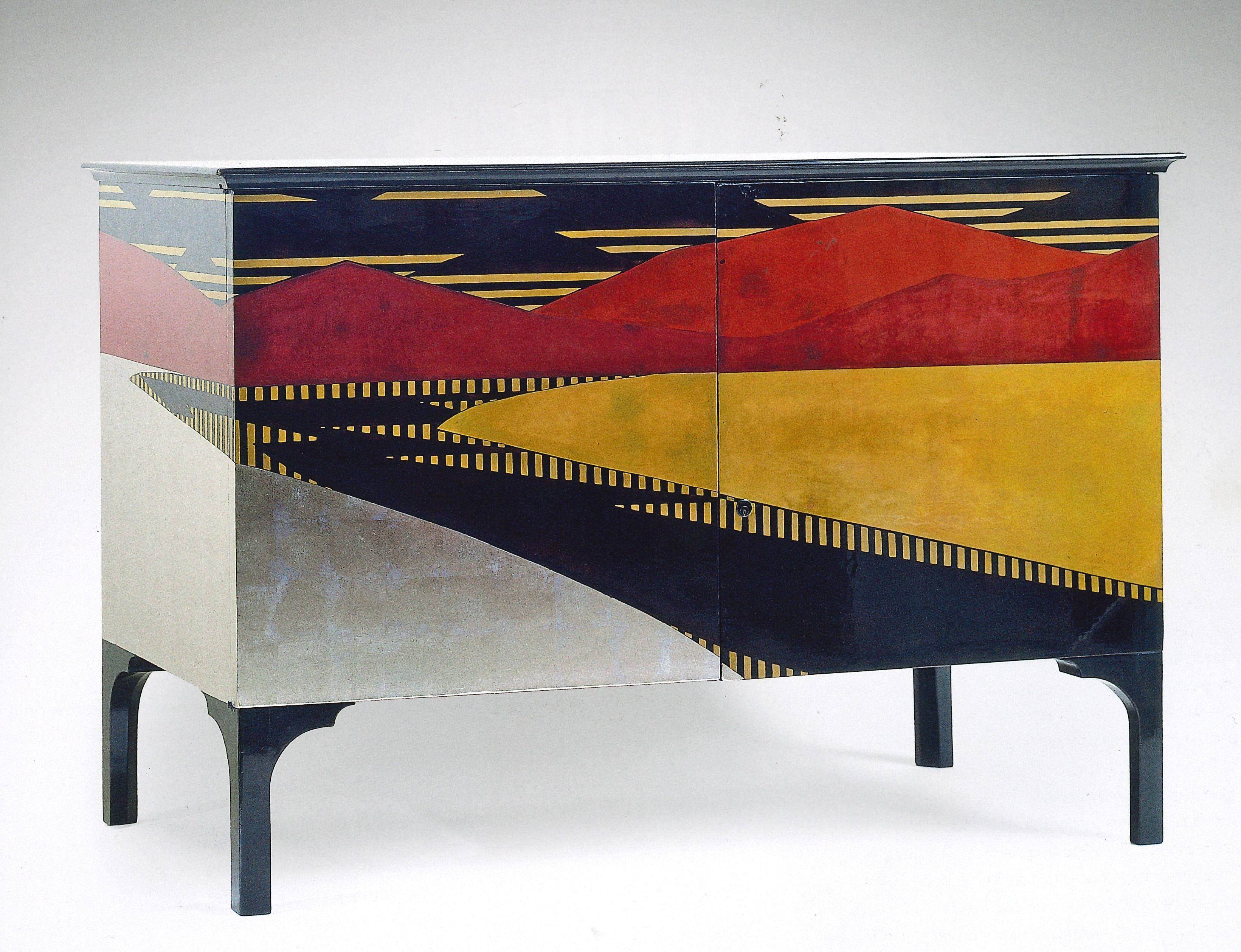
Commode en laque noire et couleurs de Jean Dunand, 1921.
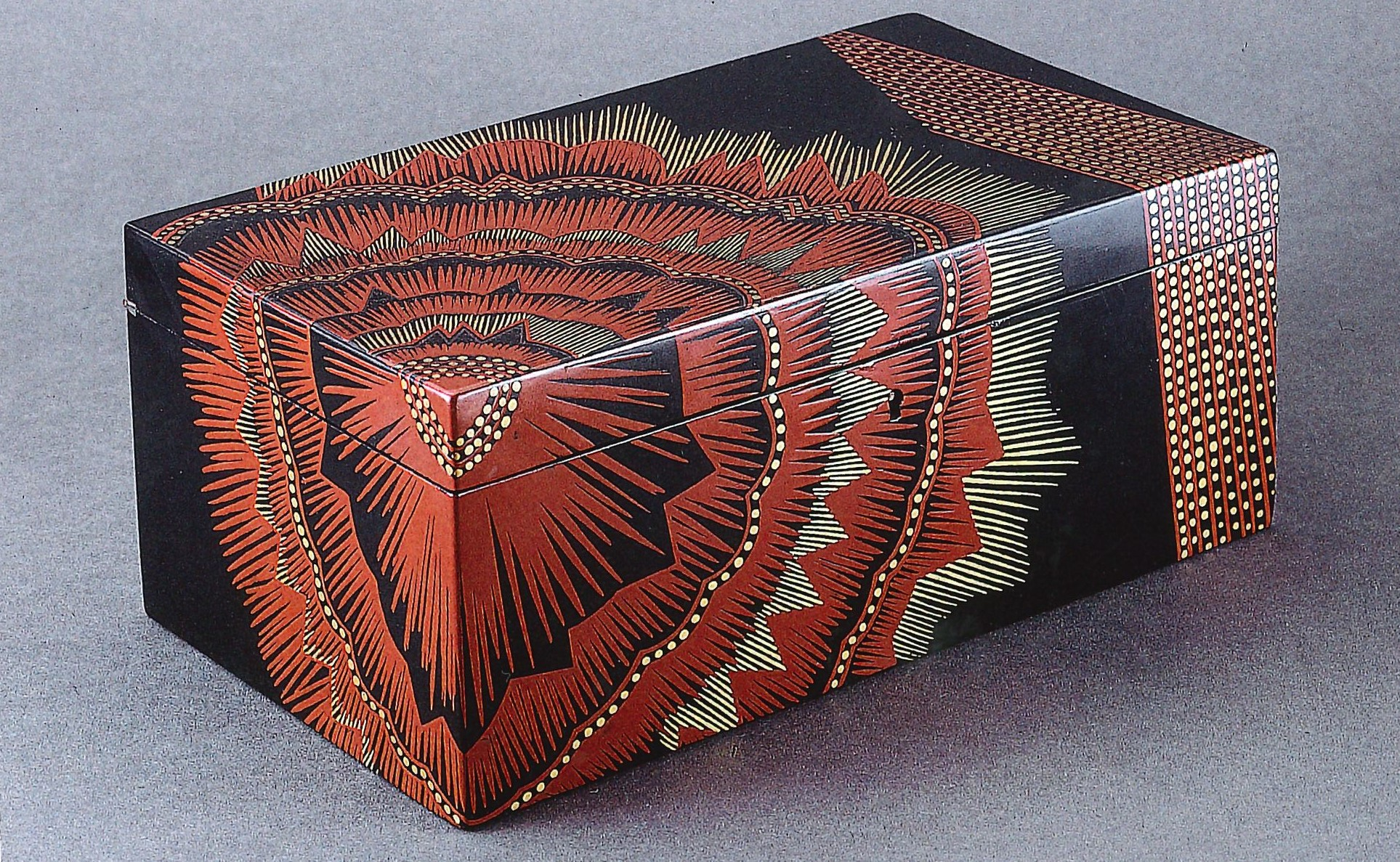
Coffret en bois laqué, Jean Dunand, 1925.